# Cornus piggae
Cornus piggae — вимерлий вид квіткових рослин із родини деренових (Cornaceae). Відомий із викопних плодів, знайдених у відкладеннях пізнього палеоцену, відкритих у американському штаті Північна Дакота. C. piggae є одним із трьох вимерлих видів, віднесених до підроду Cornus subgenus Cornus на основі морфології викопних плодів. Інші два види, C. ettingshausenii та C. multilocularis, відомі з піритизованих плодів, знайдених у відкладах Лондонської глини в Англії. C. piggae — єдиний північноамериканський вид плодів, який ще описано, а також найстаріший описаний вид у підроді Cornus.

## Морфологічна характеристика
Викопні екземпляри Cornus piggae містять від двох до трьох локулів і мають 5–7 міліметрів у ширину та 5–10 міліметрів у довжину. І верхівка, і основа гладкі без верхівкових западин, а на гладкій зовнішній стороні плодів немає ребристості. Верхівка містить два-три проросткові клапани, які відповідають подовженим локулам. Клітинна структура ендокарпію вказує на розміщення в Cornus, тоді як субкулясті камери в стінках локулів видно лише у Cornus підроду Cornus. Відзначається, що загальний розмір Cornus piggae значно менший, ніж у плодів інших живих і вимерлих представників підроду.